# Juan de Jáuregui
Pour les articles homonymes, voir Jauregui.
Juan de Jáuregui y Aguilar (Séville, 24 novembre 1583 - Madrid 11 janvier 1641) est un poète, érudit et peintre du siècle d'or espagnol.

## Biographie
Ses parents étaient originaires de la Rioja. Son père était Miguel Martínez de Jáuregui, vingt-quatrième chevalier de Séville était un hidalgo de parents basques (Bergara). Sa mère, Isabelle Hurtado de la Sal, appartenait à oligarchie commerçante sévillane. Le nom de naissance de Juan de Jauregui était Juan Martínez de Jáuregui y Hurtado de la Sal, abrégé pour des raisons de commodité en Juan de Jáuregui, mais il est fréquent de rencontrer Juan Martínez de Jáuregui dans des documents du XIXe siècle ou antérieurs. 
C'était le cinquième d'une fratrie de dix enfants. On sait peu de chose de sa jeunesse, sinon à travers son discours Art de la peinture, où il affirme avoir voyagé en Italie et avoir résidé à Rome, probablement pour recevoir une formation de peintre. Ennemi de Francisco de Quevedo et de Luis de Góngora, il est l'ami de Miguel de Cervantes, dont il est réputé avoir fait le portrait. Ce portrait a probablement été perdu, des doutes existent sur l'authenticité de la fameuse toile réputé représenter l'écrivain. 
Une décision judiciaire du 27 février 1612 le contraint à se marier avec Mariana Loayasa après avoir rencontré des difficultés qui lui valent de la prison en 1611. En effet, cette année, il comparaît devant un notaire après avoir été dénoncé par le vicaire général de Madrid pour non réalisation d'une promesse de mariage envers Mariana de Loaysa et sa mère Aldonza de Vargas. L'union est célébrée le 18 janvier 1614.
Il participe à divers évènement poétiques, en 1616 à Madrid, en 1620 pour la béatification de Saint Isidore, et en 1622 pour la canonisation de Saint François Xavier. Il obtient la plupart du temps le premier prix. 
Il est nommé chevalier par la reine Isabelle d'Espagne en 1626 et en 1639 prend l'habit de l'ordre de Calatrava. Il meurt en 1641, en laissant comme œuvre la traduction, très libre, de Pharsale de Lucain. Il est enterré à la chapelle Notre-Dame de Bonne aventure au couvent Saint Basile de Madrid[réf. nécessaire].